# Опір у Білостоцькому гето
Опір у Білостоцькому гето — діяльність євреїв Білостоцького гето щодо протидії планам і діям нацистів у період Голокосту. Опір завершився повстанням, що спалахнуло 16 серпня 1943 року. Це було друге за величиною після повстання у Варшавському гето єврейське повстання проти нацистів у період Голокосту. Було організовано за сприяння Антифашистської бойової організації.

## Перебіг подій
У ніч із 15 на 16 серпня гето оточили три кільця нацистських військ, що складалися з підрозділів польової жандармерії, трьох спеціальних поліційних батальйонів (два з яких були українськими), частин СС і підрозділів вермахту. Війська мали підкріплення: польову артилерію, танки, броньовики і літаки. У ніч на 16 серпня нацистські війська зайняли фабрики гето, вранці 16 серпня в гето були вивішені оголошення, в яких населенню наказували зібратися в зазначених місцях, нібито для переселення до Любліна.
У повстанні брало участь близько 300 осіб, озброєння повстанців було мізерним і могло вистачити лише для такої невеликої кількості бійців. Вони мали 25 карабінів і сотню гвинтівок, кілька автоматів, один кулемет. Була також зброя кустарного виробництва, невелика кількість коктейлів Молотова і трохи гранат. Решта бійців озброювалися сокирами, багнетами, косами тощо. Були створені укріплені бункери та два штаби з керівництва повстанням. Невелика група повсталих, що в кількості не перевищувала погано озброєних 300 осіб, п'ять днів вела бої проти більш як трьох тисяч бійців, які діяли за підтримки танків, артилерії та авіації.
Після придушення повстання вцілілі євреї були вислані в Треблінку (10 транспортів), Освенцим (2 транспорти); 12 тисяч дітей були вислані в табір у Терезині, де знаходилися 6 тижнів, поки йшли переговори про обмін єврейських дітей на німців, захоплених англійцями. Після провалу переговорів 5 жовтня 1943 року 1196 дітей і 53 супровідників були перевезені до Освенцима, де за два дні були знищені в газовій камері.